# Білогірська волость (Олександрівський повіт)
Білогірська волость — історична адміністративно-територіальна одиниця Олександрівського повіту Катеринославської губернії із центром у селі Білогір'я.
Станом на 1886 рік складалася з 5 поселень, 5 сільських громад. Населення — 1713 осіб (905 чоловічої статі та 808 — жіночої), 239 дворових господарств.
|                     | Площа, десятин | У тому числі орної, дес. |
| ------------------- | -------------- | ------------------------ |
| Сільських громад    | 645            | —                        |
| Приватної власності | 21144          | 9497                     |
| Казенної власності  | —              | —                        |
| Іншої власності     | 120            | 90                       |
| Загалом             | 21909          | 9587                     |

Основні поселення волості:
- Білогір'я (Маркусова) — колишнє державне село при річці Конка за 67 верст від повітового міста, 485 особа, 96 дворів, молитовний будинок.